# ده حیدر (نهاوند)
ده حیدر (نهاوند)، روستایی از توابع بخش مرکزی شهرستان نهاوند در استان همدان است.

## جمعیت
این روستا در دهستان گاماسیاب (نهاوند) قرار دارد و براساس سرشماری مرکز آمار ایران در سال ۱۳۹۵، جمعیت آن ۱۳۵۱ نفر (۳۷۲خانوار) بوده‌است.